# Дайбово
Дайбово — село в Дмитриевском сельском поселении Турочакского района Республики Алтай России.

## История
Основано в 1887 году, по другим данным — в 1828 году, Никифором Дайбовым, по фамилии которого оно получило название.

## География
Расположено в северной части Республики Алтай, на левом берегу реки Бия. Уличная сеть состоит из одного географического объекта: улица Дайбовская. С западной стороны протекает река Тибезя, а с южной — река Неметка.

## Население
| 2010 | 2011 | 2012 | 2013 | 2014 | 2015 | 2016 |
| ---- | ---- | ---- | ---- | ---- | ---- | ---- |
| 10   | →10  | ↘9   | ↗10  | ↘7   | →7   | ↘1   |

В 1989 году проживало 9 человек, в 2002 году — 8.

## Транспорт
Просёлочные дороги. Зимник.